# Prezydenci Kuby
Prezydent Kuby – głowa państwa Republiki Kuby wybierana przez Zgromadzenie Narodowe Władzy Ludowej na pięcioletnią kadencję (w latach 1976-2019 prezydent Rady Państwa).

Prezydencki Proporzec 1909-1929

Prezydencki Proporzec 1929-1959

| Osoba                                                          | Osoba   | Osoba                                            | Kadencja             | Kadencja             | Partia polityczna                     |
| #                                                              | Portret | Imię i nazwisko                                  | Od                   | Do                   | Partia polityczna                     |
| -------------------------------------------------------------- | ------- | ------------------------------------------------ | -------------------- | -------------------- | ------------------------------------- |
| Prezydenci Kuby                                                |         |                                                  |                      |                      |                                       |
| 1                                                              |         | Tomás Estrada Palma (1832–1908)                  | 20 maja 1902         | 28 września 1906     | Republikańska Partia Hawany           |
| Gubernatorzy mianowani przez Stany Zjednoczone (okupacja Kuby) |         |                                                  |                      |                      |                                       |
|                                                                |         | William Howard Taft (1857–1930)                  | 13 października 1906 | 28 stycznia 1909     | gubernator                            |
|                                                                |         | Charles Edward Magoon (1861–1920)                | 13 października 1906 | 28 stycznia 1909     | gubernator                            |
| Prezydenci Kuby                                                |         |                                                  |                      |                      |                                       |
| 2                                                              |         | José Miguel Gómez (1858–1921)                    | 28 stycznia 1909     | 20 maja 1913         | Liberalna Partia Kuby                 |
| 3                                                              |         | Mario García Menocal (1866–1941)                 | 20 maja 1913         | 20 maja 1921         | Konserwatywna Partia Kuby             |
| 4                                                              |         | Alfredo Zayas (1861–1934)                        | 20 maja 1921         | 20 maja 1925         | Kubańska Partia Ludowa-Liga Narodowa  |
| 5                                                              |         | Gerardo Machado (1871–1939)                      | 20 maja 1925         | 12 sierpnia 1933     | Liberalna Partia Kuby                 |
|                                                                |         | Alberto Herrera (1874–1954) tymczasowo           | 12 sierpnia 1933     | 13 sierpnia 1933     | wojskowy                              |
|                                                                |         | Carlos Manuel de Céspedes (1871–1939) tymczasowo | 13 sierpnia 1933     | 5 września 1933      | Prawdziwa Partia Kubańskiej Rewolucji |
| Komisja Wykonawcza Rządu Tymczasowego                          |         |                                                  |                      |                      |                                       |
|                                                                |         | Ramón Grau San Martín (1881–1969)                | 5 września 1933      | 10 września 1933     | Prawdziwa Partia Kubańskiej Rewolucji |
|                                                                |         | Guillermo Portela (1886–1958)                    | 5 września 1933      | 10 września 1933     | Liberalna Partia Kuby                 |
|                                                                |         | José Miguel Irisarri (1895–1968)                 | 5 września 1933      | 10 września 1933     | Konserwatywna Partia Kuby             |
|                                                                |         | Sergio Carbó (1891–1971)                         | 5 września 1933      | 10 września 1933     | Kubańska Partia Ludowa-Liga Narodowa  |
|                                                                |         | Porfirio Franca (1878–1950)                      | 5 września 1933      | 10 września 1933     | Liberalna Partia Kuby                 |
| Prezydenci Kuby                                                |         |                                                  |                      |                      |                                       |
| 6                                                              |         | Ramón Grau San Martín (1881–1969)                | 10 września 1933     | 15 stycznia 1934     | Prawdziwa Partia Kubańskiej Rewolucji |
|                                                                |         | Carlos Hevia (1900–1964) tymczasowo              | 15 stycznia 1934     | 18 stycznia 1934     | Prawdziwa Partia Kubańskiej Rewolucji |
|                                                                |         | Manuel Márquez Sterling (1872–1934) tymczasowo   | 18 stycznia 1934     | 18 stycznia 1934     | bezpartyjny                           |
|                                                                |         | Carlos Mendieta (1873–1960) tymczasowo           | 18 stycznia 1934     | 11 grudnia 1935      | Unia Narodowa                         |
|                                                                |         | José Agripino Barnet (1864–1945) tymczasowo      | 11 grudnia 1935      | 20 maja 1936         | Unia Narodowa                         |
| 7                                                              |         | Miguel Mariano Gómez (1889–1950)                 | 20 maja 1936         | 24 grudnia 1936      | Unia Narodowa                         |
| 8                                                              |         | Federico Laredo Brú (1875–1946)                  | 24 grudnia 1936      | 10 października 1940 | Unia Narodowa                         |
| 9                                                              |         | Fulgencio Batista (1901–1973)                    | 10 października 1940 | 10 października 1944 | Demokratyczna Koalicja Socjalistyczna |
| 10                                                             |         | Ramón Grau San Martín (1881–1969)                | 10 października 1944 | 10 października 1948 | Prawdziwa Partia Kubańskiej Rewolucji |
| 11                                                             |         | Carlos Prío Socarrás (1903–1977)                 | 10 października 1948 | 10 marca 1952        | Prawdziwa Partia Kubańskiej Rewolucji |
|                                                                |         | Fulgencio Batista (1901–1973)                    | 10 marca 1952        | 1 stycznia 1959      | Postępowa Partia Akcji                |
|                                                                |         | Anselmo Alliegro (1899–1961) tymczasowo          | 1 stycznia 1959      | 2 stycznia 1959      | Postępowa Partia Akcji                |
|                                                                |         | Carlos Manuel Piedra (1895–1988) tymczasowo      | 2 stycznia 1959      | 3 stycznia 1959      | bezpartyjny                           |
| 13                                                             |         | Manuel Urrutia Lleó (1901–1981)                  | 3 stycznia 1959      | 18 lipca 1959        | bezpartyjny                           |
| 14                                                             |         | Osvaldo Dorticós Torrado (1919–1983)             | 18 lipca 1959        | 2 grudnia 1976       | Komunistyczna Partia Kuby             |
| Przewodniczący Rady Państwa                                    |         |                                                  |                      |                      |                                       |
| 1                                                              |         | Fidel Castro (1926–2016)                         | 2 grudnia 1976       | 24 lutego 2008       | Komunistyczna Partia Kuby             |
| 2                                                              |         | Raúl Castro (1931–)                              | 31 lipca 2006        | 19 kwietnia 2018     | Komunistyczna Partia Kuby             |
| 3                                                              |         | Miguel Díaz-Canel (1960–)                        | 19 kwietnia 2018     | 10 października 2019 | Komunistyczna Partia Kuby             |
| Prezydenci Kuby                                                |         |                                                  |                      |                      |                                       |
| 15                                                             |         | Miguel Díaz-Canel (1960–)                        | 10 października 2019 | nadal                | Komunistyczna Partia Kuby             |